# Корейцы в Казахстане
Корейцы в Казахстане (кор. 카자흐스탄의 한인; каз. Қазақстандағы кәрістер) являются одной из этнических диаспор численностью 118 450 человек (2021 г.), что ставит их по численности на 9-е место в стране. Первые 220 корейцев прибыли в Казахстан по советскому госзаказу в 1929 году по добровольной программе развития рисоводства. 3 июня 1990 года была основана ассоциация корейцев Казахстана (АКК), которая вносит большой вклад в сохранение культурного наследия корейской диаспоры республики.

## История
Хотя первые корейские поселенцы появились на территории республики ещё в конце XIX века, большинство современных корейцев Казахстана являются потомками депортированной по указу Сталина общины дальневосточных корейцев. Таким образом, в 1937 году корейцы стали первой этнической диаспорой, массово депортированной в Казахстан (наряду с курдами, выселенными из Закавказья).
Распад СССР привёл к постепенному обособлению казахстанских корейцев от корейских диаспор в Киргизии, Узбекистане, России и других странах СНГ. За свою относительно недолгую историю проживания в Казахстане, корейцы успели сильно измениться в культурном и демографическом отношениях. Исторически главным местом размещения корейцев в Казахстане была Кызылординская область, куда была переселена самая большая группа корейцев. Именно в Кызылорде поначалу размещались корейский театр, там же выпускалась корейская газета «Ленин кичи» («Ленинское знамя»). Связано это было с тем, что на корейцев возлагались надежды в подъёме казахстанского рисоводческого хозяйства (план «Казрис»), которые первые переселенцы действительно оправдали. Тем не менее очень скоро новые поколения корейцев были вовлечены в урбанизацию в республике, начали осваивать науку, становясь социально подвижными и в больших количествах переселяясь в экономически развивающиеся города — в первую очередь, в Алматы и, после 1997 года, в Астану. Так, между 1989 и 1999 годами численность корейцев в Астане выросла на 52,6 %, а в Алматы — на 27,9 %. В бывшей столице численность корейцев приблизилась к отметке в 30 000 человек, что по сути превратило этот город в «корейскую столицу Казахстана». Здесь же ныне наблюдается их наибольшая доля среди населения (1,9 %). Несмотря на своё азиатское происхождение, казахстанские корейцы постепенно стали близки по своим чертам европейскому населению Казахстана: их естественный прирост невелик по причине высокой урбанизации; большинство казахстанских корейцев также исповедуют христианство и не только владеет русским языком (97,7 %), но и считает его родным. В последние десятилетия уровень владения корейским языком среди них падает, а казахского — растёт. Так, к началу 2000-х годов большинство казахстанских корейцев лучше владело казахским языком, нежели корейским, хотя люди старшего поколения продолжали формально считать корейский своим родным языком.
Системы образования на корейском языке в Казахстане не сложилось, однако в 2011/12 учебном году в школах республики — согласно образовательной программе, а также факультативно и/или как самостоятельный предмет — корейский язык изучали 228 детей корейской национальности. Этот показатель был в десятки раз меньше, чем число детей, изучавших дунганский, турецкий или уйгурский языки. Низкий уровень интереса к современному корейскому языку со стороны молодых казахстанских корейцев, возможно, объясняется их давней направленностью на европейскую систему ценностей, внедряемой политикой в стране и системой образования СССР. Кроме того, низкое желание изучать родной язык может быть обусловлено стремлением корейцев к скорейшей интеграции в современное казахстанское (в прошлом — советское) общество, а также необходимостью политической безопасности, из-за определения народа «неблагонадёжным» правительством СССР в прошлом. Интерес к изучению родного языка и культуры стал проявляться у корейцев после распада СССР и обретения независимости бывшими союзными республиками. Проводимая политика руководства независимого Казахстана дало право на самоопределение каждому народу, проживающему в Казахстане, а также закрепила это право в Конституции РК. Вторая волна изучения корейского языка началась с установлением дипломатических отношений Республики Корея с бывшими союзными республиками, в том числе и с Казахстаном, в результате которых Правительство Кореи за свой счёт, почти в каждой столице некоторых бывших союзных республик учредили образовательные центры по изучению корейского языка и культуры. Обстановка с изучением корейского языка в высших учебных заведением — лучше, чем в школах. Так, уже в 1991 г. Алматинский государственный университет им. Абая первым в Казахстане открыл корейское отделение на своём филологическом факультете. Отделение готовит переводчиков и преподавателей корейского языка. В 2000 г. на базе отделения был открыт Корейско-казахстанский научный центр, который занимается разнообразной научно-исследовательской работой. В 1996 г. Казахский национальный университет имени Аль-Фараби открыл единственную в Казахстане кафедру корееведения на факультете востоковедения. Данная кафедра готовит филологов, историков, страноведов и переводчиков. Первым заведующим кафедры стал доктор исторических наук Ким Герман Николаевич. К концу 2000-х годов семь вузов республики предоставили своим ученикам возможность изучать корейский язык как иностранный.

## Численность
|               | Перепись 1939 года | Перепись 1959 года | Перепись 1970 года | Перепись 1979 года | Перепись 1989 года |
| Казахская ССР | ↗ 96 453           | ↘ 74 019           | ↗ 78 078           | ↗ 91 984           | ↗ 103 315          |

|           | Перепись 2009 года | Перепись 2021 года |
| Казахстан | ↘ 100 385          | ↗ 118 450          |

## СМИ
С 1923 года выходит республиканская газета на корейском и русском языках — Корё ильбо, издающаяся в Алма-Ате, Казахстан.

## Государственная поддержка корейцев Казахстана
В Казахстане существуют Корейский национально-культурный центр и Корейский театр музыкальной комедии. Выходят газеты и книги на корейском языке.
Представители народа присутствуют в Мажилисе Казахстана в группе Ассамблеи народа Казахстана.

## Известные корейцы Казахстана
- Денис Тен — фигурист, призёр зимних Олимпийских игр 2014 года, Заслуженный мастер спорта Республики Казахстан.
- Герман Ким — историк и кореевед.
- Вячеслав Ким — экономист, предприниматель, сооснователь Kaspi.kz.
- Алексей Цой — министр здравоохранения РК.
- Анатолий Цой — певец и солист группы «MBAND».
- Вероника Ким — стендап-комик.
- Алексей Ни — тренер по тяжёлой атлетике.
- Юрий Цхай — заслуженный тренер по боксу, президент Ассоциации корейцев Казахстана.
- Владимир Ким — предприниматель, президент группы «KAZ Minerals».
- Юрий Пя — врач, кардиохирург, Герой Труда Казахстана (2013).
- Александра Ле — бронзовый призёр Олимпиады-2024 в пулевой стрельбе.